# KFフシ
クルビ・フトボリスティク・フシ（アルバニア語: Klubi Futbollistik Hysi）は、コソボのプリシュティナ郡ポドゥイェヴァをホームタウンとするサッカークラブ。

## 歴史
KFフシは2002年に創設された。2014年2月18日、クラブは2013-14シーズンのライファイゼン・スーペルリーガから撤退し、活動を停止することを発表した。KFフシは2010-11シーズンのスーペルリーガ、2008-09シーズンのクパ・エ・コソヴァスで優勝を果たしていた。

## タイトル
- ライファイゼン・スーペルリーガ：1回
  - 2010-11
- クパ・エ・コソヴァス：1回
  - 2008-09

## 過去の成績
| シーズン | リーグ                         | 順位 | 試 | 勝 | 分 | 敗 | 得 | 失 | 差  | 点 | クパ・エ・コソヴァス |
| -------- | ------------------------------ | ---- | -- | -- | -- | -- | -- | -- | --- | -- | -------------------- |
| 2013-14  | ライファイゼン・スーペルリーガ | 12位 | 33 | 8  | 4  | 21 | 21 | 68 | -47 | 28 |                      |